# Catallagia borealis
Catallagia borealis är en loppart som beskrevs av Ewing 1929. Catallagia borealis ingår i släktet Catallagia och familjen mullvadsloppor. Inga underarter finns listade i Catalogue of Life.